# Ravine Bernard
Die Ravine Bernard ist ein Fluss an der Westküste von Dominica im Parish Saint Paul.

## Geographie
Die Ravine Bernard entspringt am westlichen Hang des Morne Cabrits Marons (Chapara Estate), einem Vorberg an der Westküste von Dominica. 
Der Bach verläuft nach Westen, zum Teil parallel zur südlich verlaufenden Ravine Newland und zum nördlich verlaufenden Check Hall River. Er durchfließt das Ortsgebiet von Canefield/Roger und kreuzt auch die Landebahn des Canefield Airport um nach wenigen hundert Metern in der Pringles Bay in das Karibische Meer zu münden.